# 豊田村 (神奈川県鎌倉郡)
豊田村（とよだむら）は、神奈川県の東部、鎌倉郡に属していた村。

## 地理
概ね、現在の横浜市栄区西部の飯島町・長沼町および柏尾川の西側一帯の田谷町・長尾台町・金井町、戸塚区南部の下倉田町・上倉田町に相当する。村役場は現在の長沼町の豊田小学校付近に置かれていた。

## 歴史
- 1889年（明治22年） - 飯島村、長沼村、下倉田村、上倉田村が合併し豊田村設立。
- 1915年（大正4年） - 隣接する長尾村のうち、旧田谷・長尾台・金井村部分が豊田村に編入。
- 1939年（昭和14年）4月1日 - 横浜市に編入、戸塚区の一部になる。
- 1986年（昭和61年）11月3日 - 分区により、旧豊田村のうち下倉田・上倉田を除く部分が栄区となる。